# World Association for Public Opinion Research
Die World Association of Public Opinion Research (WAPOR) ist eine internationale wissenschaftliche Fachgesellschaft für Meinungsforscher und Kommunikationswissenschaftler. Die Organisation wurde 1947 gegründet und hat derzeit mehr als 500 Mitglieder, die zum Teil aus privatwirtschaftlichen Meinungsforschungsinstituten, zum Teil aus öffentlichen Einrichtungen wie statistischen Ämtern, und zum Teil von Universitäten kommen. Präsident der WAPOR war 2009/10 der Deutsche Thomas Petersen vom Institut für Demoskopie Allensbach. 2025 ist Christian Haerpfer von der Universität Wien als Nachfolger von Robert Chung aus Hongkong Präsident der WAPOR, Vizepräsident und damit nächster WAPOR-Präsident ist Colin Irwin von der Universität Liverpool.
Gegenstand der Arbeit der WAPOR sind:
- Entwicklung und Umsetzung wissenschaftlicher Methoden der Umfrageforschung
- Förderung der Durchführung von Umfragen in allen Ländern der Erde
- internationale Kooperation bei der Forschung, der Durchführung und Veröffentlichung von Umfragen

Die Jahrestagungen fanden bis 2011 im jährlichen Wechsel in Amerika (in Zusammenarbeit mit der American Association of Public Opinion Research (AAPOR)) und in Europa (in Zusammenarbeit mit der ESOMAR) statt. Beginnend mit der Tagung 2012 in Hongkong wird alle drei Jahre eine Jahrestagung auf einem anderen Kontinent als Amerika und Europa abgehalten. Außerdem veranstaltet die WAPOR regionale Konferenzen und Seminare zu speziellen Themen der Meinungsforschung.
Die Fachzeitschrift der WAPOR ist das International Journal of Public Opinion Research (IJPOR), das vierteljährlich in englischer Sprache erscheint.